# 直滩镇
直滩镇，是中华人民共和国甘肃省武威市古浪县下辖的一个乡镇级行政单位。
2016年，甘肃省民政厅批复同意撤销直滩乡，设立直滩镇。

## 行政区划
直滩镇下辖以下地区：
直滩村、东中滩村、龙泉村、大岭村、兴岭村、十支村、东分支村、西分支村、新井村、石坡村、新城村、老城村、大沙沟村、龙湾村、中滩村、上滩村、建丰村、新川村和井新村。